# (12292) Dalton
(12292) Dalton (1991 LK2) – planetoida z grupy pasa głównego asteroid okrążająca Słońce w ciągu 5,59 lat w średniej odległości 3,15 j.a. Odkryta 6 czerwca 1991 roku.